# بركة السلطان (القدس)

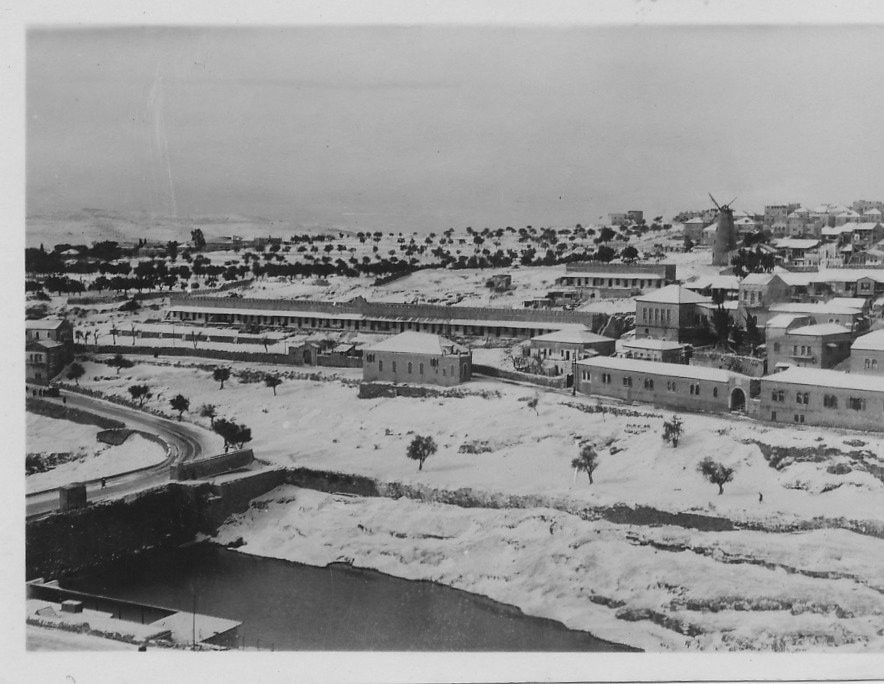
يمين موشيه، مع بركة السلطان في المقدمة، العشرينات.

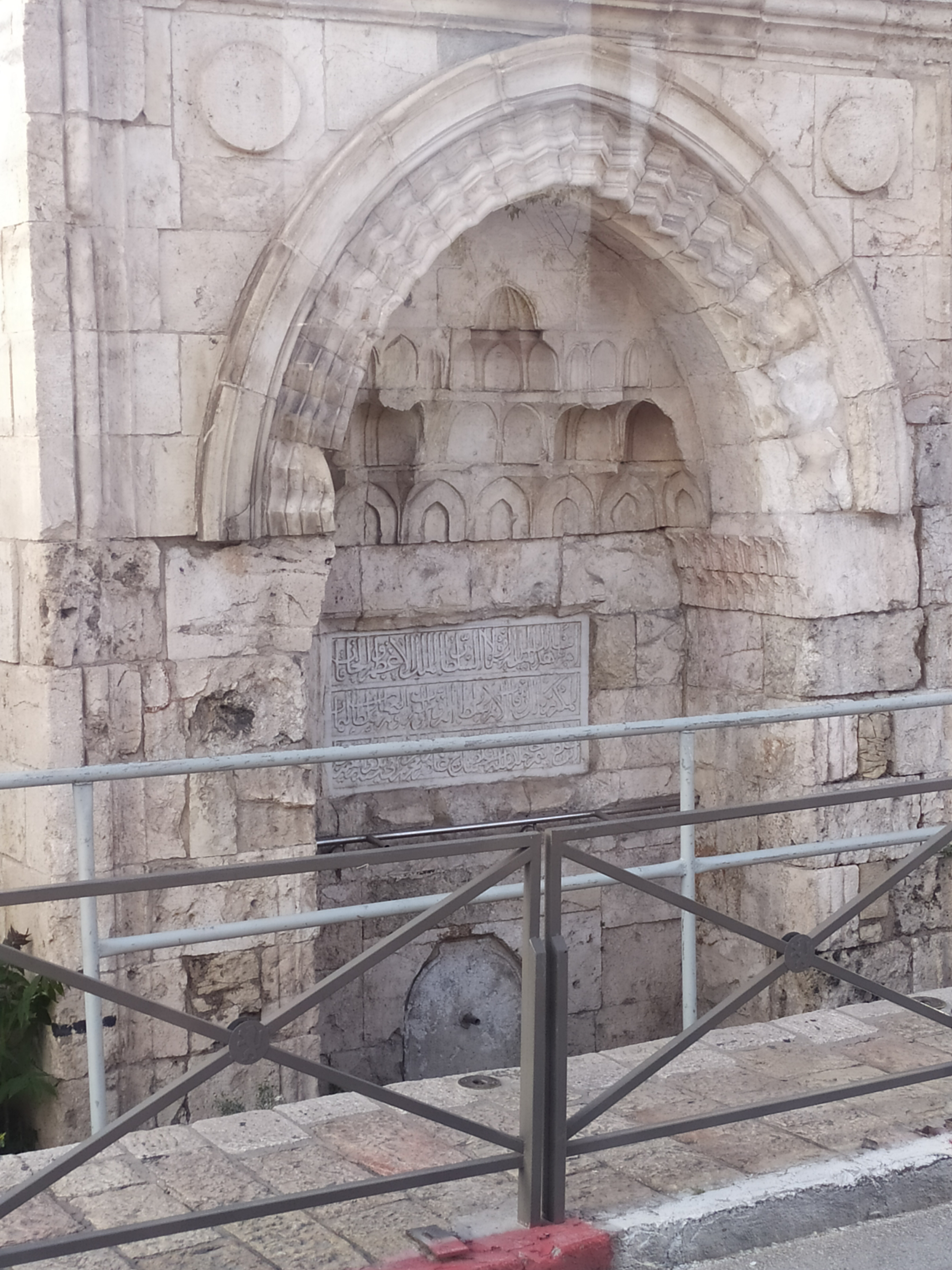
سبيل ماء بركة السلطان في القدس

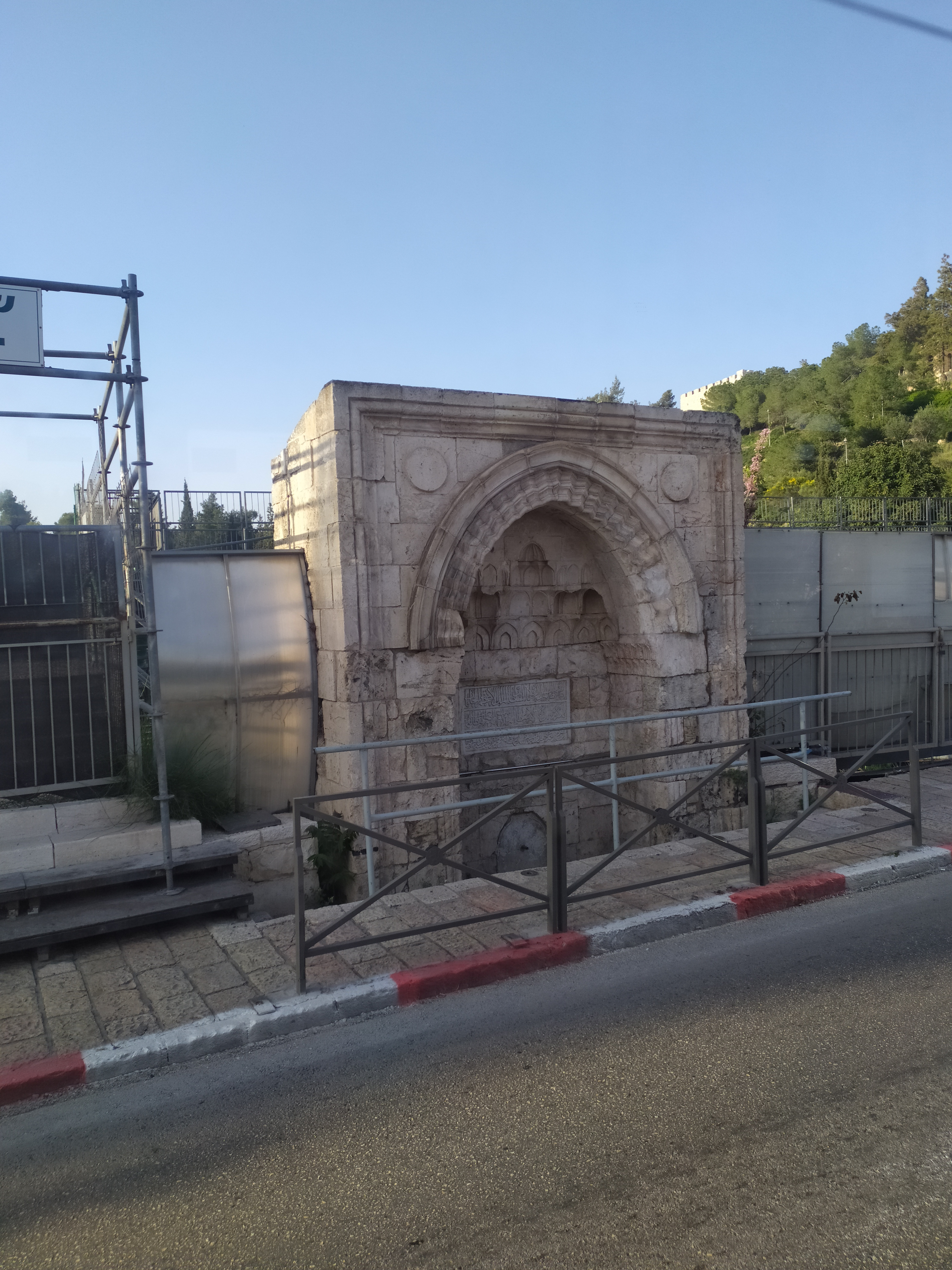
منطقة بركة السلطان في القدس

بركة السلطان (بالعبرية: בריכת הסולטאן) هو حوض مياه قديم يقع في الجانب الغربي من جبل صهيون في القدس. من المُحتمل أن ترجع أصولها إلى وقت هيرودس الأول والبعض يعتقد أنها بركة الثعبان التي ذكرها يوسيفوس فلافيوس. في العصر الحشمونائي، تم تغذيته بالماء عبر القناة السفلى. قام السلاطين العثمانيين (الذين سميت البركة باسمهم) بتوسيعه إلى خزان مساحته 67 م × 169 م × 12 م. كانت جزءً من شبكة تزويد المياه بالقدس من العصور القديمة وحتى العصور العثمانية المتأخرة. خلال زمن الصليبيين، كان يُعرف باسم لاكوس جرماني.
وهي حالياً جافة في الصيف وتُستخدم للحفلات الموسيقية والمهرجانات.